# 사랑이 술을 가르쳐
〈사랑이 술을 가르쳐〉는 2010년에 발매한 이승기의 4집 리패키지 앨범 《Shadow (Repakage)》의 타이틀 곡이다. 곡 발표 외에 다른 활동은 하지 않았지만 노래가 많은 인기를 끌었다. 이승기는 이 곡으로 2010년 골든디스크 음원부문 본상을 수상했다.

## 곡 정보
방시혁이 작곡하고, 방시혁과 백찬이 작사하였다. 피쳐링에는 백찬이 참여했다. 애절한 발라드 곡으로, 헤어진 연인을 그리워하는 남자가 떠나간 사랑 때문에 술을 배웠다는 내용의 가사를 담고있다.
한편, 노래 제목과 가사에 '술'이라는 유해약물 표현이 문제가 되어, 2010년 8월, 보건복지가족부 산하 청소년 보호위원회 심의에서 청소년 유해물 판정을 받았다.

## 음원 차트

### 월간 차트
| 온라인 음원 사이트 | 1월 | 2월 | 3월 | 4월 | 5월 |
| ------------------ | --- | --- | --- | --- | --- |
| 멜론               | 41  | 7   | 11  | 24  | 55  |
| 도시락             | 32  | 7   | 19  | 34  | 96  |

- 숫자는 각 사이트 100위 내 차트 순위

| 온라인 음원 사이트 (2010년 1월~6월) | 순위 |
| ----------------------------------- | ---- |
| 멜론                                | 7    |
| 도시락                              | 8    |

| 온라인 음원 사이트 (2010년) | 순위 |
| --------------------------- | ---- |
| 멜론                        | 16   |
| 도시락                      | 14   |